# Udubidae
Udubidae zijn een familie van spinnen. De familie telt 6 beschreven geslachten en 57 soorten. 

## Geslachten
- Campostichomma Karsch, 1892
- Raecius Simon, 1892
- Tabiboka Henrard, Griswold & Jocqué, 2024
- Uduba Simon, 1880
- Zorascar Henrard, Griswold & Jocqué, 2024
- Zorodictyna Strand, 1907